# 29842 Marilynsoper
29842 Marilynsoper este o planetă minoră (asteroid) din centura de asteroizi. A fost descoperită pe 20 martie 1999 la Stația Anderson Mesa de Lowell Observatory Near-Earth-Object Search. 
Obiectul prezintă o orbită caracterizată de o semiaxă mare de 2,8644507 UAi, o excentricitate de 0,19, o înclinație de 12,72736 ° în raport cu ecliptica.